# Scènes de ménage
Cet article concerne le film. Pour la série télévisée, voir Scènes de ménages.
Pour plus de détails, voir Fiche technique et Distribution.
Scènes de ménage est un film français réalisé par André Berthomieu, sorti en 1954.

## Synopsis
Dans un salon de thé, trois amies papotent. Après quelques propos aigres-doux, elles entrent dans le vif du sujet : leurs maris, qu’elles vont bien sûr ridiculiser.
Aglaé a trouvé le moyen de dompter le sien (La peur des coups). Valentine, épouse du journaliste Trielle, emploie, elle, la douceur (La paix chez soi). Quant à Ernestine, elle n’hésite pas à tromper Boulingrin son mari (Les Boulingrin). Mais devant le danger commun représenté par le pique-assiette des Rillettes, la solidarité conjugale joue.

## Fiche technique
- Titre : Scènes de ménage
- Réalisation : André Berthomieu, assisté de Raymond Bailly
- Scénario : d’après trois pièces de Georges Courteline : « La Peur des coups », « La Paix chez soi », « Les Boulingrin »
- Adaptation : André Berthomieu
- Dialogues : Marcel Achard (pour le dialogue additionnel)
- Photographie : Armand Thirard
- Cadreur : Louis Née
- Montage : Boris Lewin
- Musique : Georges van Parys
- Décors : Jean d'Eaubonne
- Costumes : Rosine Delamare
- Son : William-Robert Sivel
- Maquillage : Michèle Peguero
- Coiffures : Jules Chanteau
- Photographe de plateau : Serge Beauvarlet
- Script-girl : Andrée François
- Régisseur général : Lucien Lippens
- Chef de production : Henry Deutschmeister
- Directeur de production : Louis Wipf
- Société de production : Franco-London Films (France)
- Société de distribution : Gaumont
- Pays de production :   France
- Langue de tournage : Français
- Tournage du 21 juin au 16 juillet 1954
- Format : Noir et blanc — 35 mm — 1,37:1 — Son : Mono
- Genre : Comédie
- Durée : 80 minutes (1 h 20)
- Date de sortie :
  - France : 10 octobre 1954

## Distribution
- Louis de Funès : M. Boulingrin, le mari d'Ernestine
- Sophie Desmarets : Aglaé
- Bernard Blier : Le mari d'Aglaé
- Marie Daems : Valentine Trielle
- François Périer : M. Trielle, journaliste
- Marthe Mercadier : Ernestine Boulingrin
- Jean Richard : M. des Rillettes, le pique-assiette
- Lili Bontemps : La chanteuse
- Solange Certain : La soubrette
- Michèle Philippe : Mathilde
- Paul Toscano et son orchestre
- Maurice Biraud : le conteur en début de film